# 梅河口駅
座標: 北緯42度32分6.1秒 東経125度41分2.4秒 / 北緯42.535028度 東経125.684000度
梅河口駅（ばいかこう-えき）は中華人民共和国吉林省梅河口市にある中国国鉄瀋陽鉄路局が管轄する鉄道駅である。

## 利用可能な鉄道路線
中国国鉄
瀋吉線
四梅線
梅集線

## 駅周辺
- 梅河口医院
- 長春花園
- 梅河口気象局

## 歴史
- 1928年 - 開業。[1]

## 隣の駅
中国国鉄
瀋吉線
黒山頭駅 - 梅河口駅 - 海竜駅
四梅線
蓮河駅 - 梅河口駅
梅集線
梅河口駅 - 長勝駅